# Germaine Craeybeckx-Orij
Germaine Craeybeckx-Orij (Borgloon, 11 augustus 1919 - 20 februari 1985) was een Belgisch volksvertegenwoordiger.

## Levensloop
Germaine Orij was onderwijzeres in de lagere school van Waterschei. In 1945 trouwde ze met Leon Craeybeckx. Ze kwam na de oorlog als kandidate-opvolgster voor op CVP-lijsten voor de wetgevende verkiezingen. Het ontslag van Louis Roppe, die gouverneur van Limburg werd, maakte dat ze in november 1950 lid van de Kamer van volksvertegenwoordigers werd voor het arrondissement Tongeren-Maaseik. Ze bleef dit mandaat uitoefenen tot in 1976 en werd voorzitter van de Kamercommissie voor onderwijs.
In de periode december 1971-februari 1976 had ze als gevolg van het toen bestaande dubbelmandaat ook zitting in de Cultuurraad voor de Nederlandse Cultuurgemeenschap, die op 7 december 1971 werd geïnstalleerd en de verre voorloper is van het Vlaams Parlement.
In 1952 werd ze verkozen tot gemeenteraadslid van Borgloon en van 1952 tot 1964 was ze schepen in die gemeente.